# Глинжены (Шолданештский район)
Глинжены, Глинжень (рум. Glinjeni) — село в Шолданештском районе Молдавии. Относится к сёлам, не образующим коммуну.

## История
Первое документальное упоминание о Глинжень датируется 20 апреля 1554 года. Речь идет о грамоте господаря Александра Лэпушняну, по которой логофету Иоанну Мовилэ жаловалось село «Глинжяний на Днестре». В 1582 году воевода Янку закрепил право владения этими землями за великим ворником Иоанном Мовилэ и пахарником (чашником) Симионом Мовилэ. Господарь Раду Михня в 1624 году подарил часть вотчины «Глинжены с мельницами на Чернаводе» постельнику Енаке, а воевода Моисей Мовилэ в 1634 году еще одну часть поместья жаловал монастырю Св. Саввы в Яссах. Василий Лупу подтвердил этому монастырю право владения имением Глинжень, подаренным постельником Енаке.
До 1984 года село Глинжены входило в состав Резинского района, а с 1985 по 1988 год состояло в Черненковском районе.

## География
Село расположено на высоте 184 метра над уровнем моря.

## Население
По данным переписи населения 2004 года, в селе Глинжень проживает 1007 человек (497 мужчин, 510 женщин).
Этнический состав села:
| Национальность | Число жителей | Процентный состав |
| -------------- | ------------- | ----------------- |
| молдаване      | 994           | 98,71             |
| румыны         | 6             | 0,6               |
| украинцы       | 4             | 0,4               |
| русские        | 2             | 0,2               |
| болгары        | 1             | 0,1               |
| Всего          | 1007          | 100 %             |

## Известные уроженцы
- Волонтир, Михай Ермолаевич (1934—2015) — актёр театра и кино, народный артист СССР (1984).